# Mólos (ort i Grekland, Grekiska fastlandet)
Mólos (Molos) är en ort i Grekland.   Den ligger i prefekturen Fthiotis och regionen Grekiska fastlandet, i den centrala delen av landet, 130 km nordväst om huvudstaden Aten. Mólos ligger 31 meter över havet och antalet invånare är 1 974.
Terrängen runt Mólos är varierad. Havet är nära Mólos norrut. Runt Mólos är det ganska glesbefolkat, med 32 invånare per kvadratkilometer. Närmaste större samhälle är Stylída, 12,1 km norr om Mólos. 